# József Nagy
József Nagy, maďarsky Nagy József, (* 11. března 1968 Dunajská Streda, Československo) je slovenský ekonom a politik maďarské národnosti. Byl členem strany Most-Híd. V letech 2010–2012 působil jako ministr životního prostředí ve vládě Ivety Radičové. Od roku 2014 do roku 2019 působil jako europoslanec.

## Život
Vystudoval Vysokou školu ekonomickou v Bratislavě. V minulosti působil jako ředitel společností Dunstav v Dunajské Stredě, 4P publications, Therma a jako předseda představenstva v Agrostavu Komárno a ve společnosti Therma.
Jeho manželka je spisovatelka Petra Nagyová-Džerengová, mají spolu čtyři děti.

## Politická činnost
V parlamentních volbách v roce 2010 byl zvolen poslancem za stranu Most-Híd. Mandátu se však z důvodu neslučitelnosti funkcí v říjnu 2010 vzdal, když začal působit na ministerstvu zemědělství, životního prostředí a regionálního rozvoje jako státní tajemník.
Dne 2. listopadu 2010 byl prezidentem Ivanem Gašparovičem jmenován do funkce ministra životního prostředí, které svoji činnost k 1. listopadu téhož roku obnovilo. Za své priority v úřadě označil protipovodňová opatření. Jako ministr chtěl prosadit vytvoření tzv. zelené tripartity, tj. zapojení nevládních organizací a obcí, které měly působit v agendě ministerstva. V této funkci působil do 4. dubna 2012.